# 51 Kościerski Pułk Piechoty
51 Kościerski pułk piechoty – oddział piechoty ludowego Wojska Polskiego.

## Charakterystyka
W 1945 w Gdańsku został sformowany 51 pułk piechoty. Pułk wchodził w skład 16 Kaszubskiej Dywizji Piechoty. W 1946 pułk został dyslokowany do Starogardu Gdańskiego, a w następnym do Malborka. W 1949 pułk został rozformowany. Na podstawie rozkazu ministra obrony narodowej nr 8/MON z 22 maja 1947 pułk otrzymał nazwę wyróżniającą „Kościerski”.
Na podstawie rozkazu ministra obrony narodowej Nr 025/MON z 30 września 1967 w sprawie przekazania jednostkom wojskowym historycznych nazw i numerów oraz ustanowienia dorocznych świąt jednostek 14 pułk czołgów średnich w Braniewie został przemianowany na 51 Kościerski pułk czołgów średnich.

## Skład etatowy
- dowództwo i sztab
- 3 bataliony piechoty
- kompanie: przeciwpancerna, rusznic ppanc, łączności, gospodarcza
- baterie: działek 45 mm, dział 76 mm, moździerzy 120 mm
- plutony: zwiadu, saperów, żandarmerii
- pułkowa szkoła podoficerska
- izba chorych

Etatowo stan żołnierzy w pułku wynosił 1604

## Dowódcy pułku
- ppłk Mieczysław Kacki (1948)